# Eclissi solare del 19 maggio 1928
L'eclissi solare del 19 maggio 1928, di tipo totale, è un evento astronomico che ha avuto luogo il suddetto giorno attorno alle ore 13:24 UTC. L'eclissi solare totale è stata visibile solo in una parte delle acque a nord della terra della regina Maud in Antartide, mentre l'eclissi solare parziale ha coperto la punta meridionale del Sud America, dell'Africa meridionale e parti dell'area circostante.
L'eclissi del 19 maggio 1928 divenne la prima eclissi solare nel 1928 e la 64ª nel XX secolo. La precedente eclissi solare ebbe luogo il 24 dicembre 1927, la seguente il 17 giugno 1928.

## Prospetto e visibilità
La fase totale dell'eclissi era visibile solo in una piccola area dell'Antartide e durante l'evento non è stata coinvolta alcuna terraferma.
Oltre all'eclissi solare totale, la fase parziale poteva essere vista in penombra lunare, in Cile sud-orientale, Argentina meridionale, Isole Falkland, Georgia del Sud, Isole Sandwich meridionali e Cina centrale.
Inoltre era visibile in Sud Africa, Africa orientale meridionale, la parte più settentrionale della penisola antartica e un piccolo tratto di costa della terra della regina Maud.
Nell'intero XX secolo, ci sono state solo cinque eclissi solari a un'estremità della terra senza che l'asse dell'ombra lunare passasse attraverso la terraferma; delle suddette eclissi 3 erano eclissi solari totali e 2 eclissi anulari.

## Eclissi correlate

### Eclissi solari 1928 - 1931
Questa eclissi è un membro di una serie semestrale. Un'eclissi in una serie semestrale di eclissi solari si ripete approssimativamente ogni 177 giorni e 4 ore (un semestre) in nodi alternati dell'orbita della Luna.

### Ciclo di Saros 117
La serie 117 del ciclo di Saros per le eclissi solari si verifica nel nodo ascendente della Luna, ripetendosi ogni 18 anni, 11 giorni, contenente 71 eventi. La prima eclissi di questa serie fu il 24 giugno 792 d.C. L'eclissi finale di questa serie sarà il 3 agosto 2054.